# Elvire de Castille (comtesse de Toulouse)
Pour l’article homonyme, voir Elvire de Castille.
Elvire de Castille, née vers 1080, morte après 1151 est une comtesse de Toulouse et de Tripoli par son mariage en 1094 avec le comte Raymond IV de Toulouse.

## Biographie
Elle était fille illégitime d’Alphonse VI, roi de Castille et de Jimena Muñoz. Ses parents s’étaient mariés vers 1078, mais une consanguinité entre les époux qui n’avait pas fait l’objet d’une dispense avait rendu nul le mariage. Alphonse VI s’était ensuite marié avec Constance de Bourgogne, mais avait gardé Jimena comme maîtresse, avec qui il avait eu deux filles : Elvire et Teresa, mariée à Henri de Portugal, comte de Portugal.
En 1094, son père la donne en mariage à Raymond IV de Saint-Gilles, comte de Toulouse. Pour le roi de Castille, ce mariage permet de nouer une alliance contre son rival le roi d’Aragon. Le comte de Toulouse profite également de l’alliance et largement car, outre le prestige d’avoir épousé une princesse royale, la dot est importante.
À la fin de l’année  1095, le pape Urbain II appelle les nobles de la chrétienté à partir en Orient pour délivrer les lieux saints. Raymond est l’un des premiers à répondre à l’appel et est l’un des chefs de la première croisade, qui prend Jérusalem en juillet 1099. Après cette prise, il se taille un fief autour de Tripoli et assiège la ville à partir de 1102. C’est pendant ce siège qu’Elvire accouche d’un fils, prénommé Alphonse en l’honneur de son grand-père maternel, et surnommé Jourdain car baptisé dans le fleuve de même nom. Raymond meurt en 1105, son cousin et lieutenant Guillaume de Cerdagne, lui succède et fait ramener Elvire et Alphonse à Toulouse vers 1108. Mais elle semble écartée du pouvoir, car Alphonse Jourdain n'est majeur qu'en 1121, et aucun document ne mentionne Elvire comme régente. Peut-être est elle repartie en Castille. En effet, son père meurt en 1109 sans fils, et elle a peut-être voulu faire valoir ses droits au trône, car Urraque, l'héritière et aîné des enfants légitimes, n'est que sa sœur cadette. 
Une charte du 8 juillet 1117 mentionne un comte Fernando Fernandez marié à Elvire, fille du roi Alphonse. Alphonse VI a eu deux filles de ce prénom, la comtesse de Toulouse et la reine de Sicile, mariée au roi Roger II de Sicile, justement cette année 1117. Il apparaît donc que la femme du comte Fernando est bien la veuve du comte de Toulouse. Ce mariage est annulé avant 1124. La Foundation for Medieval Genealogy la dit encore vivante en 1151, mais sans préciser la source qui permet de l'affirmer.

### Sources
- Jean-Luc Déjean, Les comtes de Toulouse (1050-1250), Fayard, 1979 (réimpr. 1988) [détail des éditions] (ISBN 2-213-02188-0).
- Foundation for Medieval Genealogy :
  - Alphonse VI de Castille.
  - Raymond IV de Toulouse.
- Xavier Pazat de Lys, « Tous les princes d'Europe descendent-ils de Mahomet ? », Revue Française de Généalogie, no 29,‎ 1984.